# James Peale

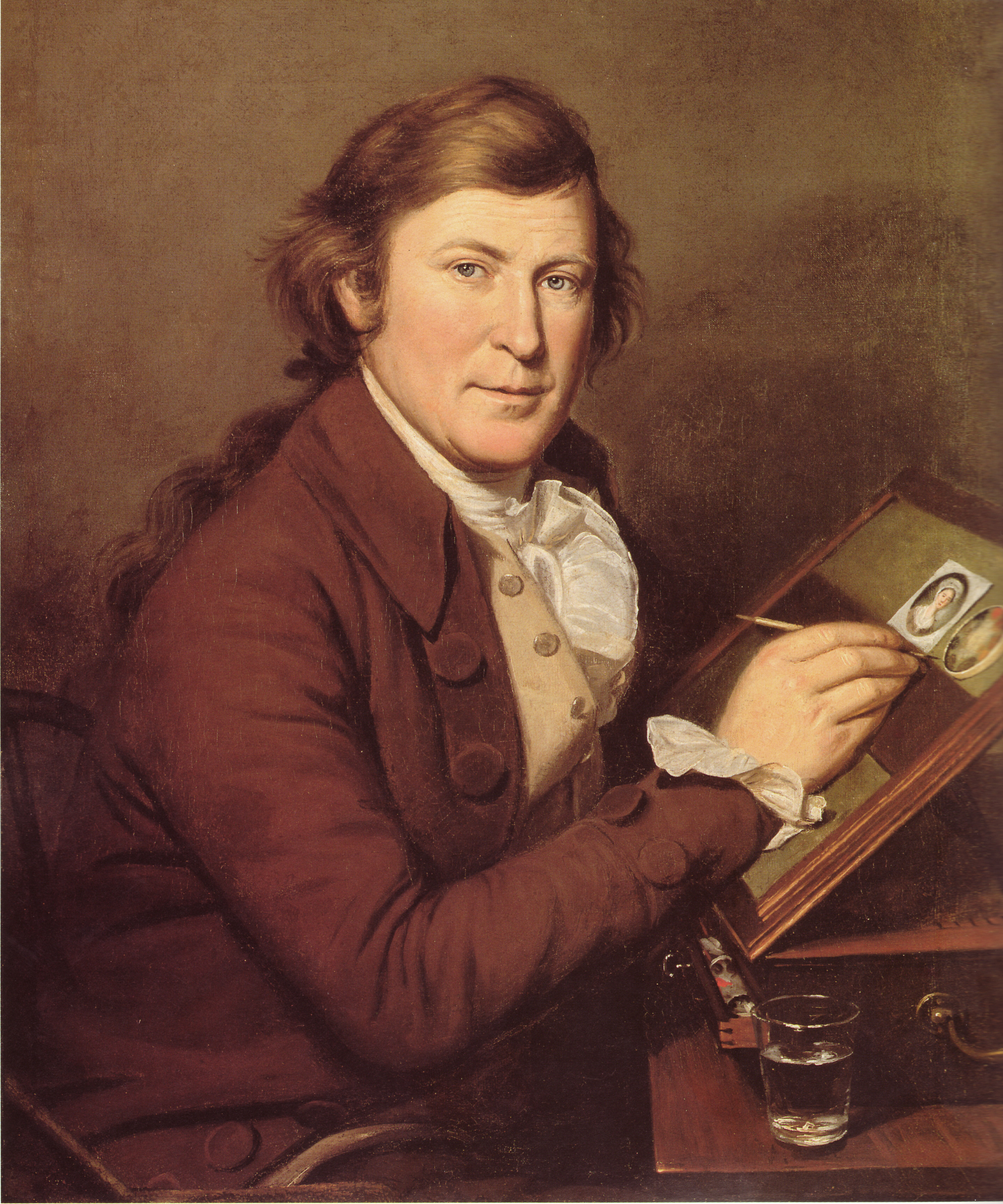
Charles Willson Peale: James Peale painting a miniature (1795). Mead Art Museum, Amherst College, MA, USA

James Peale (* 1749 in Chestertown, Maryland; † 24. Mai 1831 in Philadelphia, Pennsylvania) war ein US-amerikanischer Maler. Er war der jüngere Bruder von Charles Willson Peale. Zunächst spezialisierte er sich auf Miniaturporträts, später dann auf Stillleben und Landschaften.

## Leben

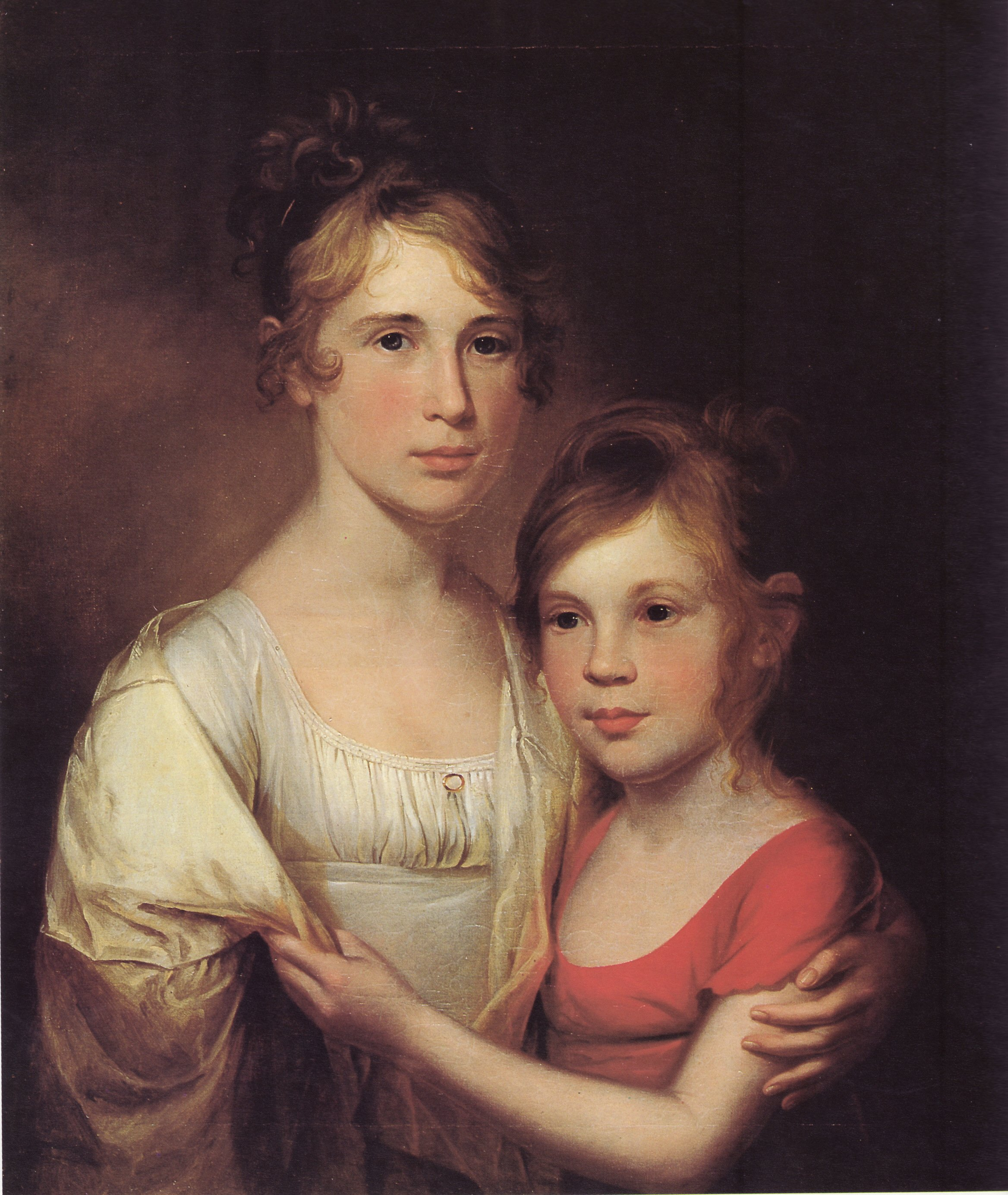
James Peale: Anna and Margaretta Peale (ca. 1805). Pennsylvania Academy of the Fine Arts

James Peale wurde 1749 als zweites Kind von Charles Peale (1709–1750) und Margaret Triggs Peale (1709–1791) in Chestertown, Maryland, geboren. Nach dem Tod des Vaters zog die Mutter mit den Kindern nach Annapolis. Dort lernte James zunächst in der Sattlerei seines älteren Bruders Charles Willson Peale und später das Tischlerhandwerk. Ab 1769 arbeitete er in Charles’ Atelier als Rahmenmacher und Studioassistent und erhielt von ihm ersten Zeichen- und Malunterricht. Er trat im Januar 1776 in die Armee ein, wurde schnell zum Kapitän befördert und nahm an zahlreichen Gefechten des Unabhängigkeitskriegs teil, darunter die Schlachten von Long Island, White Plains, Trenton, Princeton, Brandywine, Germantown und Monmouth. Im Juni 1779 schied er aus dem Militärdienst aus und ließ sich in Philadelphia nieder.

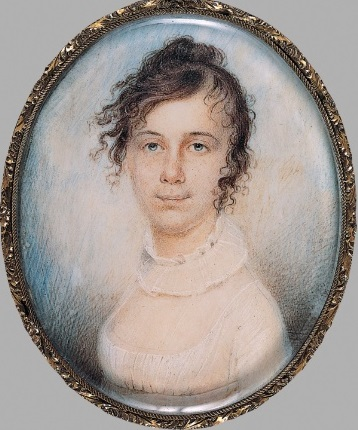
James Peale: Anna Claypoole Peale. Cincinnati Art Museum

Dort begann er eine Karriere als freischaffender Künstler und spezialisierte sich auf die Malerei von Miniaturen mit Wasserfarben auf Elfenbein. Dank dieser Spezialisierung erlangte er in den 1790er Jahren eine herausragende Stellung in den USA. Im Jahr 1782 heiratete er Mary Claypoole (1753–1828), die Tochter des Künstlers James Claypoole. Aus der Ehe gingen sieben Kinder hervor, von denen drei Töchter – Anna Claypoole Peale, Margaretta Angelica Peale und Sarah Miriam Peale – ebenfalls erfolgreiche Malerinnen wurden.

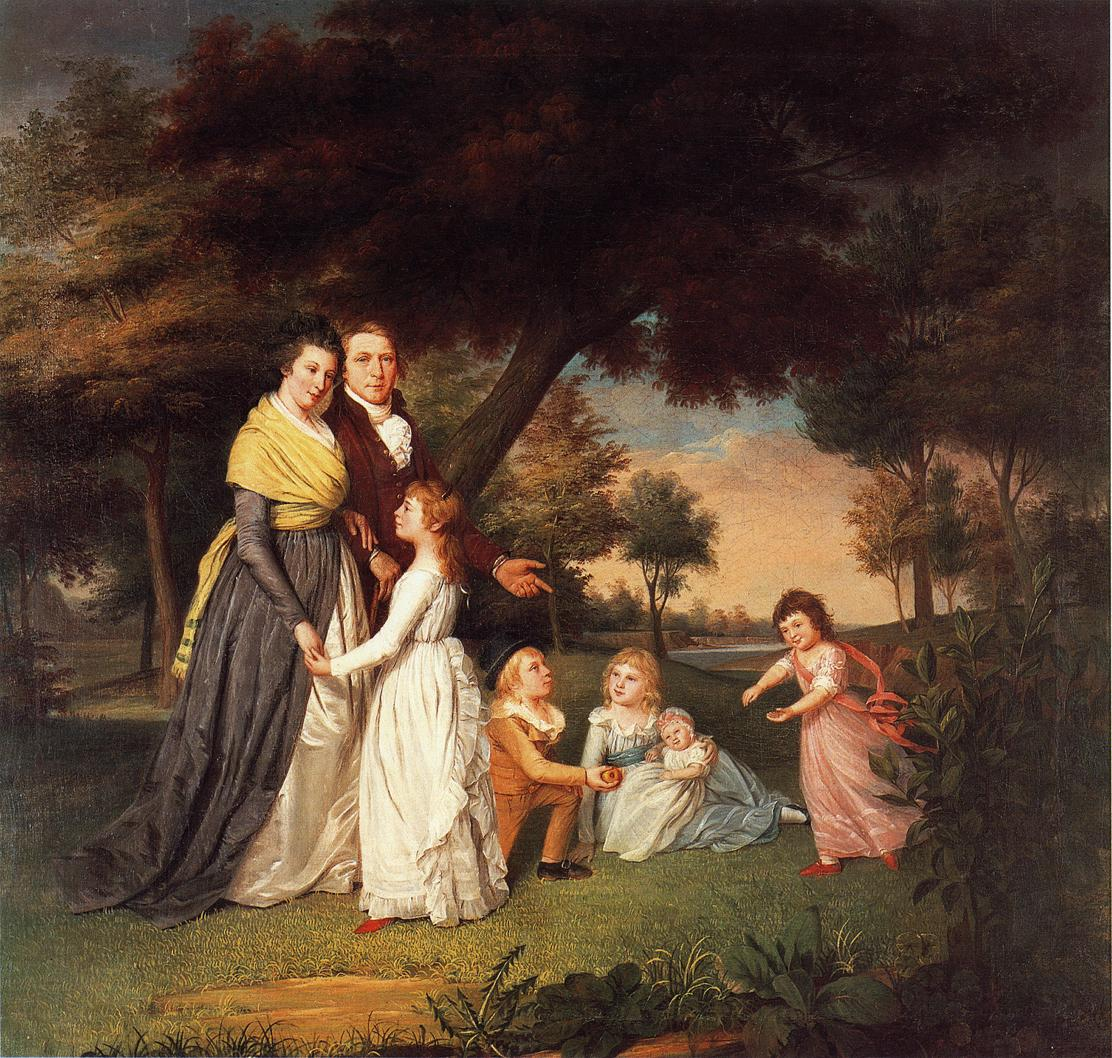
James Peale: The Artist and His Family (1795). Pennsylvania Academy of Fine Arts

Im Laufe des nächsten Jahrzehnts etablierte sich James als Miniaturmaler und malte Porträts für Kaufleute und ihre Ehefrauen, Anwälte, Militärs sowie für George und Martha Washington. Er schuf einen eigenen Stil mit langen Pinselstrichen, weichen Linien und kräftigen Farben und stellte seine Modelle mit einem charakteristischen Amorbogen-Lächeln dar. Als sein Sehvermögen zwischen 1810 und 1818 langsam nachließ und die Miniaturarbeit zu anspruchsvoll für ihn wurde, begann er, mit Landschaften und Stillleben zu experimentieren. Zusammen mit seinem Neffen Raphaelle zählte er zu den ersten amerikanischen Künstlern, die sich auf Stillleben spezialisierten. Er gilt heute als einer der Begründer der amerikanischen Stillleben-Tradition. In den 1820er Jahren stellte er diese Werke in der Pennsylvania Academy aus, bevor er sich 1831 der romantischen Landschaftsmalerei zuwandte.
Er malte bis kurz vor seinem Tod, lebte mit seiner Familie in Philadelphia und erhielt 1818 aufgrund gesundheitlicher Einschränkungen eine Militärpension. Er starb am 24. Mai 1831 in Philadelphia und wurde auf dem Friedhof der Gloria-Dei-(Old-Swedes') Church beigesetzt.

## Werk

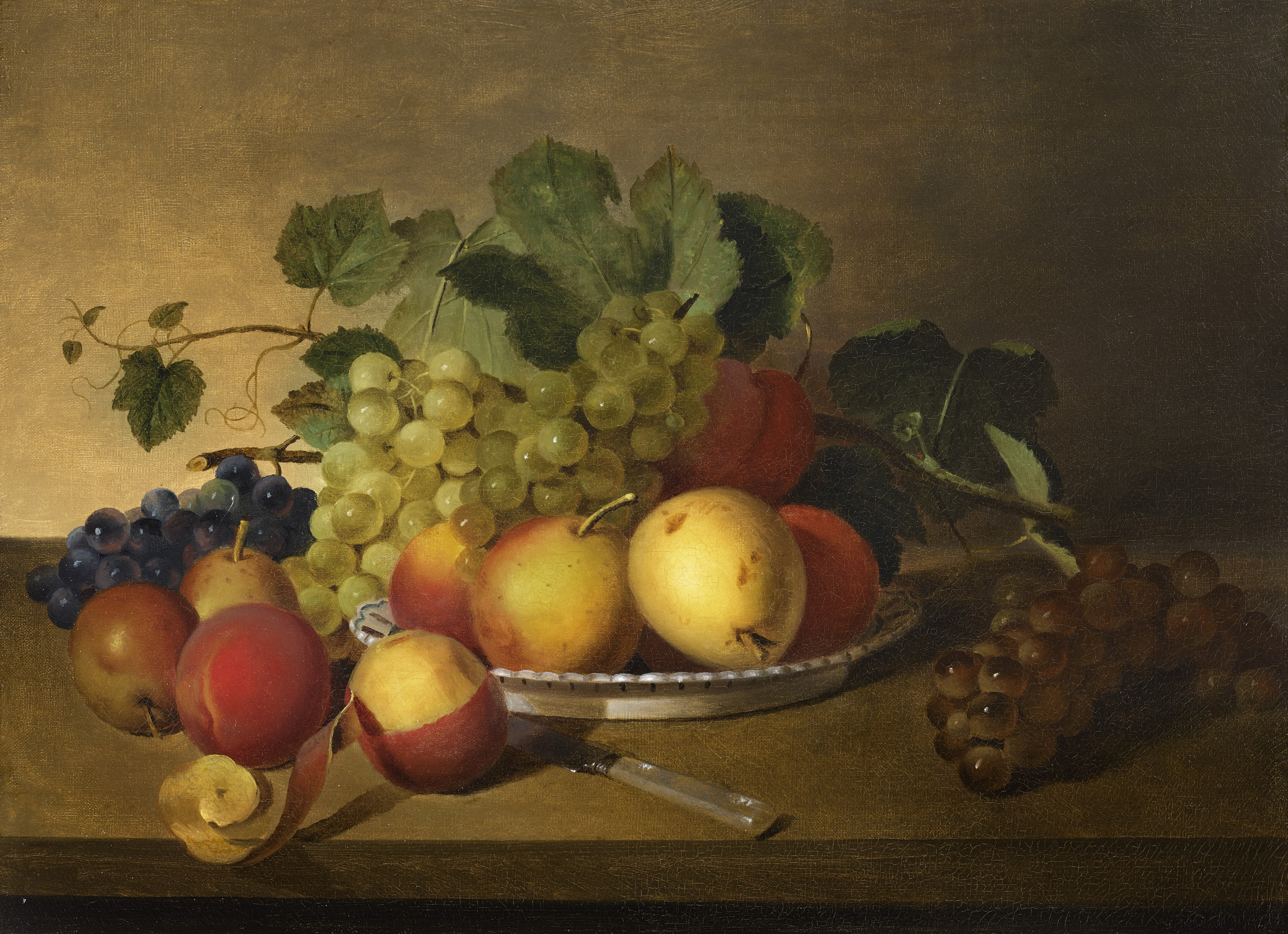
James Peale: Still Life (1827).

James Peale gilt als einer der bedeutendsten amerikanischen Miniaturporträtisten sowie als Pionier der Stillleben-Tradition von Philadelphia. Er schuf über 200 Miniaturporträts, meist in Aquarell auf Elfenbein, daneben etwa 100 Stillleben sowie weniger als 70 Ölgemälde von Porträts und mindestens acht Historienbilder. Seine Stillleben zeichnen sich durch Trompe-l’œil-Technik, Detailfülle, realistische Lichteffekte, subtile Farbharmonie und eine zurückhaltende Gestaltung aus. Häufig sind darin Formkompositionen um Porzellangefäße oder natürliche Fruchtarrangements dargestellt. Ab etwa 1810 legte er den Schwerpunkt auf großformatige Porträt- und Stilllebenmalerei sowie auf Landschaften, die teilweise einen romantischen Einschlag haben. Seine Historienbilder greifen Motive aus der amerikanischen Revolution auf, etwa The Generals at Yorktown oder Sir Peter Parker’s Attack against Fort Moultrie. Seine signierten Miniaturen sind mit I P gekennzeichnet.